# Mount-O’Connell-Nationalpark
Der Mount-O’Connell-Nationalpark (engl.: Mount O’Connell National Park) ist ein Nationalpark im Osten des australischen Bundesstaates Queensland. Er liegt 605 Kilometer nordwestlich von Brisbane und 80 Kilometer nordwestlich von Rockhampton.
Der Park umschließt den 470 Meter hohen, bewaldeten Mount O’Connell.
In der Nachbarschaft liegen die Nationalparks Broad Sound Islands, Byfield, Mount Etna Caves und Goodedulla.